# Сары-Су

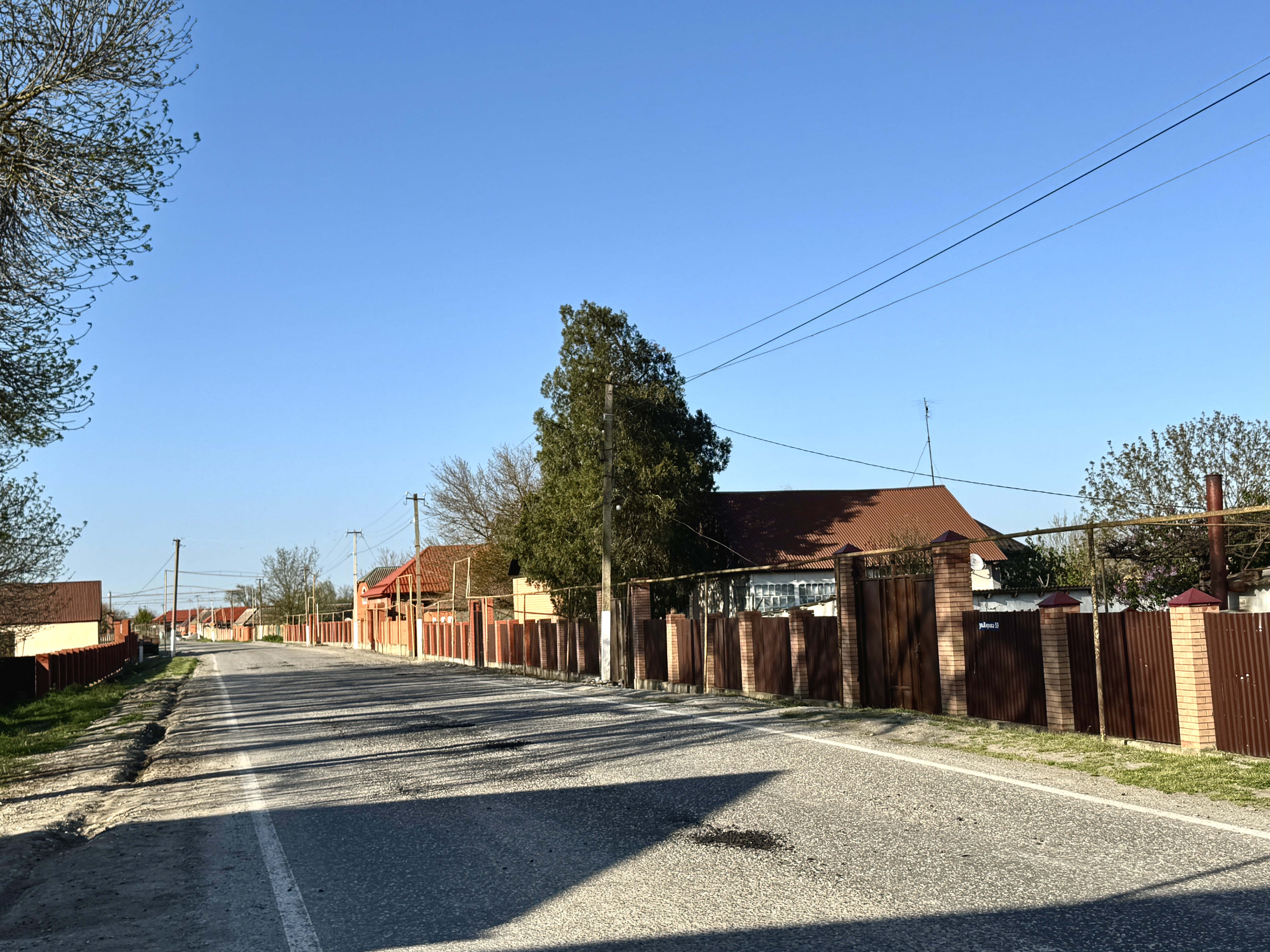
У въезда в село.

Сары-Су (чечен. Сары-Су, ног. Сары-Сув) — село в Шелковском районе Чечни. Является административным центром Сары-Суйского сельского поселения (включает село Сары-Су, посёлок Восход и посёлок Мирный).

## География
Село расположено восточнее оросительного канала Сулла-Чубутла, в 43 км (по дороге) к северу от райцентра — станицы Шелковской.
В 10 км (по прямой) к юго-востоку от села, через станицу Каргалинскую, проходит трасса Р262 Ставрополь—Крайновка. Там же находится станция Каргинская Северо-Кавказской железной дороги.
Расстояние до Грозного — 134 км (по дороге). Ближайшие населённые пункты: на юго-востоке — станицы Бороздиновская, Дубовская и Каргалинская, на юге — посёлок Мирный, на западе — посёлок Восход, на востоке — город Кизляр и село Краснооктябрьское (Дагестан), на северо-востоке — сёла Новокрестьяновское, Новомонастырское и Степное (Дагестан).

## История
Село возникло в 1936—1937 годах в результате переселения ногайцев Ногайской степи из нескольких малых населённых пунктов в одно общее большое село. С ногайского языка Сары-Су («Сары-Сув») переводится как «жёлтая вода».
До начала 1990-х годов село в административном и хозяйственном отношении входило в состав Дагестанской АССР, в административном отношении входило в состав Красноармейского сельсовета Кизлярского района, и было одним из отделений колхоза «Красный Восход» (см. прежнее название входящего в состав Сары-Суйского сельского поселения посёлка Восход — «бригада Красный Восход»). На 1 января 1990 года Сары-Суйский сельсовет включал, кроме села Сары-Су, также аул Кыстрлган и посёлок Мирный.

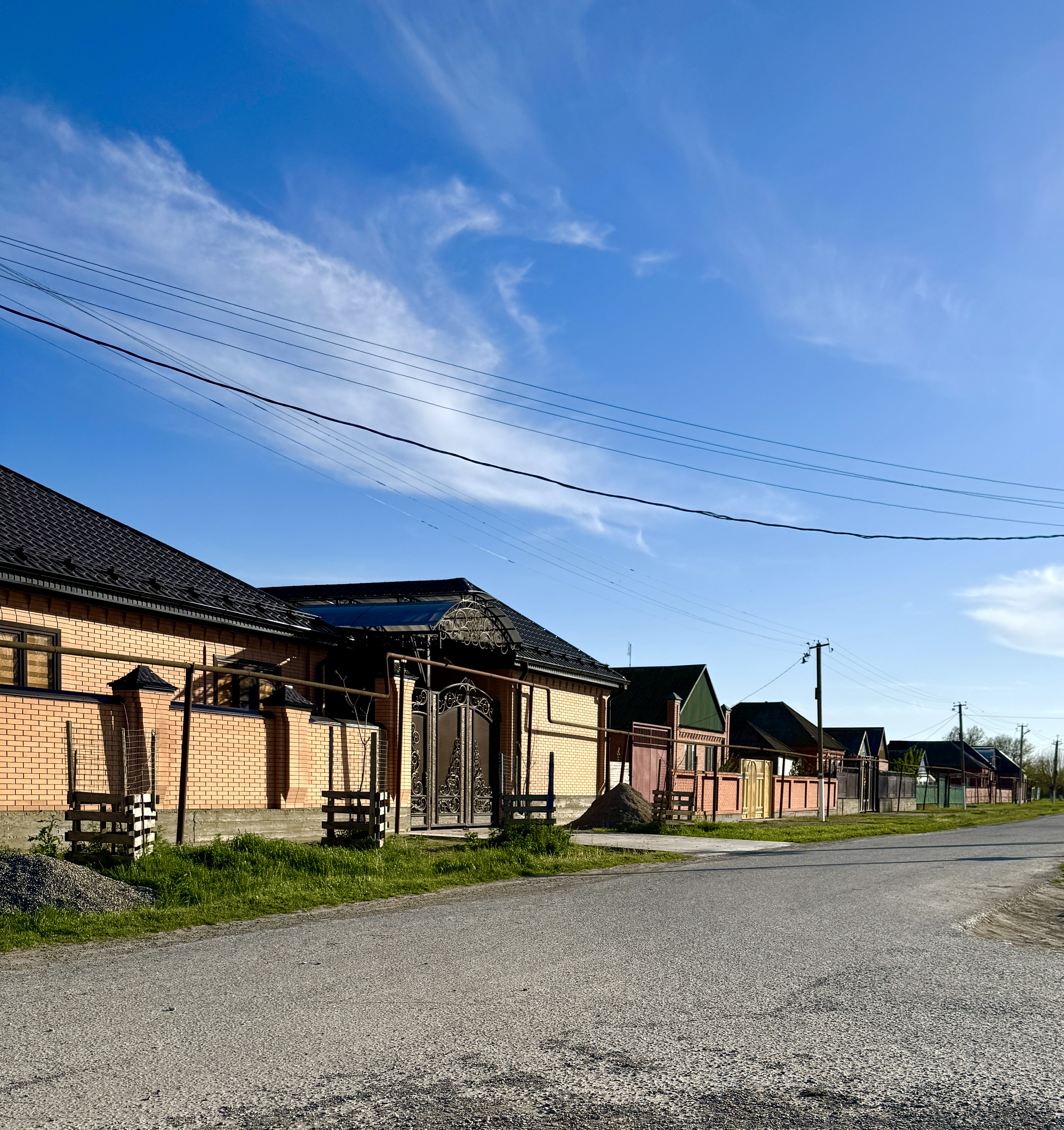
улица в Сары-Су

Летом 1999 года в Сары-Су располагалась одна из баз боевиков Шамиля Басаева, которая должна была отвлекать на себя внимание федеральных сил в преддверии нападения боевиков на Дагестан (которое, как известно, состоялось гораздо южнее, в Ботлихском районе).

## Население
| 1970 | 1989 | 1990  | 2002  | 2009  | 2010  |
| ---- | ---- | ----- | ----- | ----- | ----- |
| 81   | ↗115 | ↗2034 | ↗2238 | ↗2605 | ↘1699 |

Национальный состав

По данным переписи 2002 года, в селе проживало 2238 человек, мужчин и женщин в населении было поровну (по 1119 человек), 55 % населения составляли ногайцы, 28 %— чеченцы.
По данным Всероссийской переписи населения 2010 года:
| Народ   | Численность, чел. | Доля от всего населения, % |
| ------- | ----------------- | -------------------------- |
| ногайцы | 1133              | 66,7 %                     |
| чеченцы | 474               | 27,9 %                     |
| кумыки  | 33                | 1,9 %                      |
| другие  | 60                | 3,5 %                      |
| всего   | 1699              | 100 %                      |

Село Сары-Су является наиболее крупным населённым пунктом компактного проживания ногайцев в Шелковском районе. В этой связи в селе действует Ногайский национальный культурный центр. Кроме того, с 29 января 2010 года в селе свою деятельность осуществляет Ногайская молодёжная общественная организация «Ийман». Данная организация была создана с помощью региональной общественной организации «Патриот» и Парламента Чеченской Республики для поддержания национальной культуры ногайцев.

## Инфраструктура
В селе имеются фельдшерско-акушерский пункт, школа, почта, дом культуры, библиотека, мечеть.

## Экономика
В селе есть предприятия агропромышленного комплекса, в частности — ГУП «Сары-Суйский» (численность работающих на 1 января 2009 года — 9 человек).

## Персоналии
В селе родился чеченский боевик Тахир Батаев.